# Airbag (pel·lícula)
|  | Si cerqueu altres usos, vegeu Airbag. |

Airbag és una pel·lícula espanyola del 1997 dirigida per Juanma Bajo Ulloa i protagonitzada per Karra Elejalde, Fernando Guillén Cuervo i Alberto San Juan.

## Argument
Juantxo (Karra Elejalde) pertany a l'alta societat, té una carrera universitària, un magnífic treball i es casarà amb una noia de família rica. Mentre celebra el seu comiat de solter en un prostíbul, l'home perd l'anell de compromís i es veu obligat a buscar-lo junt amb els seus amics Paco (Alberto San Juan) i Konradín (Fernando Guillén Cuervo).

## Repartiment
- Karra Elejalde (Juantxo Ortiz de Zárate)
- Fernando Guillén Cuervo (Konradín)
- Alberto San Juan (Paco)
- Manuel Manquiña (Pazos)
- Maria de Medeiros (Fátima do Espírito Santo)
- Francisco Rabal (Villambrosa)
- Rosa María Sardà (Aurora)
- Luis Cuenca (Souza)
- Pilar Bardem (Hermenegilda, propietària del prostíbul)
- Karlos Arguiñano (don Serafín Ortiz de Zárate)
- Albert Pla (capellà)
- Vicenta N'Dongo (Vanessa)
- Raquel Meroño (Araceli)
- Fernando Sansegundo (Touriño)
- Aitor Mazo (Pintinho)
- Santiago Segura (candidat Paíño)
- Carmen de la Maza (Mare de Konradín)
- Nathalie Seseña (Argentina 'Scandalo')
- Juanjo Puigcorbé (Jugador de timba)
- Alaska (Jugadora de timba)
- Javier Bardem ("José Alberto")
- David Trueba (Reporter)

## Premis
En la 12a edició dels Premis Goya de 1998 va rebre tres nominacions: millor actor revelació Manuel Manquiña, millor muntatge a Pablo Blanco i millors efectes especials per Juan Ramón Molina; de les quals les dues darreres acabaren en Premi Goya.